# Mustang (dystrykt)

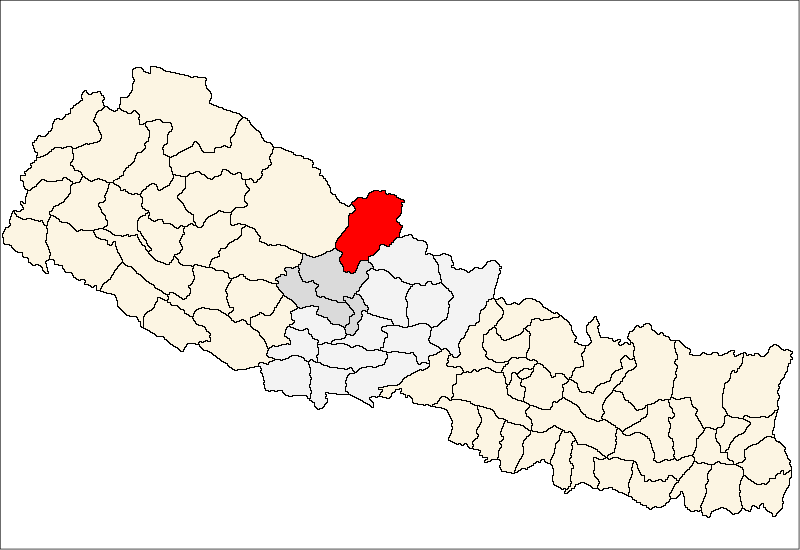
Dystrykt Mustang

Dystrykt Mustang (nep. मुस्ताङ) – dystrykt Nepalu. Leży w strefie Dhawalagiri. Dystrykt ten zajmuje powierzchnię 3573 km², w 2001 r. zamieszkiwało go 14 981 ludzi. Stolicą jest Jomsom.